# Screaming for Vengeance
Screaming for Vengeance (engl. für: „Schrei nach Rache“) ist das achte Studioalbum der britischen Heavy-Metal-Band Judas Priest. Das Album erschien am 17. Juli 1982 bei Columbia Records.

## Hintergrund
Für Screaming for Vengeance suchte die Band mit Tom Allom erneut die Ibiza Sound Studios auf der spanischen Insel Ibiza auf. Gemischt wurde die Platte in den Beejay Recording Studios und den Bayshore Recording Studios in Coconut Grove, Miami, Florida. Eine remasterte CD erschien im Jahr 2001. Im Oktober 2012 erschien anlässlich des dreißigjährigen Jubiläums des Albums eine Jubiläums-Edition, die neben den auf der ersten Version der CD schon vorhandenen Stücken und den auf der Version von 2001 enthaltenen Bonustracks Prisoner of Your Eyes und Devil's Child in einer Live-Version noch vier weitere live aufgenommene Stücke enthielt. Zudem lag der CD eine DVD mit einem kompletten Konzert, das die Band 1983 auf dem zweiten US Festival gegeben hatte.
Auf der Rückseite des Albumcovers ist zu lesen: From an unknown land and through distant skies came a winged warrior. Nothing remained sacred, no one was safe from the Hellion as it uttered its battle cry...Screaming for Vengeance. Mit dem Hellion ist der metallische Vogel auf dem Albumcover gemeint.

## Titelliste
Text und Musik stammen, wenn nichts anderes angegeben, von Glenn Tipton, Rob Halford und K.K. Downing.
1. The Hellion – 0:41
2. Electric Eye – 3:39
3. Riding on the Wind – 3:07
4. Bloodstone – 3:51
5. (Take These) Chains – 3:07 (Robert Halligan, Jr.)
6. Pain and Pleasure – 4:17
7. Screaming for Vengeance – 4:43
8. You've Got Another Thing Comin'  – 5:09
9. Fever – 5:20
10. Devil's Child – 4:48

### Bonustracks (Wiederveröffentlichung 2001)
1. Prisoner of Your Eyes – 7:12
2. Devil's Child (Live) – 5:02

## Rezeption
Steve Huey von Allmusic schrieb, das Album sei das stärkste der kommerziell erfolgreichen Phase Anfang der 1980er-Jahre. Er vergab 4 von 5 Sternen.
Das Album erreichte Platz 17 der Billboard 200. Bereits 1983 wurde es mit Platin, nach der Wiederveröffentlichung 2001 mit Doppelplatin ausgezeichnet.